# گریگور موشقیان
گریگور پطروسی موشقیان (ارمنی: Գրիգոր Պետրոսի Մուշեղյան؛  زادهٔ ۱۰ ژانویهٔ ۱۹۰۰ - درگذشته ۷ ژوئن ۱۹۷۱) فیزیولوژیست، استاد دانشگاه اهل ارمنستان بود.

## زندگی‌نامه
وی در ۲۲ ژانویه [سبک قدیمی: ۱۰ ژانویه] ۱۹۰۰ در واغارشاپات به دنیا آمد. تیگران موشقیان برادر وی بود. وی از دانشکده پزشکی دانشگاه دولتی ایروان (۱۹۲۷) فارغ‌التحصیل گشت. همچنین برندهٔ جوایزی همچون نشان پرچم سرخ کار و دانشمند شایسته ارمنستان شوروی (۱۹۶۷) شده است. وی در ۷ ژوئن ۱۹۷۱ در سن ۷۱ سالگی در ایروان درگذشت
و در آرامستان مرکزی ایروان (توخماخ) به خاک سپرده شد.

## یادداشت
1. ↑  բժշկական գիտությունների թեկնածու